# ليزلي بانينج
ليزلي بانينج (بالإنجليزية: Leslie Banning)‏ هي ممثلة أمريكية، ولدت في 15 نوفمبر 1930 في لوس أنجلوس في الولايات المتحدة.

## وصلات خارجية
- ليزلي بانينج على موقع IMDb (الإنجليزية)
- ليزلي بانينج على موقع أول موفي (الإنجليزية)
- ليزلي بانينج على موقع قاعدة بيانات الأفلام السويدية (السويدية)
- ليزلي بانينج على موقع قاعدة بيانات الفيلم (الإنجليزية)
- ليزلي بانينج على موقع كينوبويسك (الروسية)